# Olgierd Expeditus Johann Graf Kujawski
Olgierd Expeditus Johann Graf Kujawski (* 10. April 1940 Posen (Polen); † 17. Februar 2008 in Gießen) war Tageszeitungsredakteur, Fotojournalist, Buchautor und  PR-Kaufmann. Er war vormaliger Pressesprecher des Landes-Jagd-Verband-Hessen (LJV-Hessen) und aktiver Verbandsfunktionär im Deutschen Journalisten Verband. Olgierd E. J. Graf Kujawski war auch Vorsitzender des Fachausschusses Zeitschriftenjournalisten im hessischen Journalistenverband.
Neben der Verbandsarbeit im DJV mit dem Arbeitsschwerpunkt soziale Absicherung und Urheberrechtsabsicherung für Journalisten ist Kujawski im deutschsprachigen Raum als Autor auf dem Feld der Wildbrethygiene, Wildbretverwertung und der Wildküche bekannt. Aber auch andere publizistische Tätigkeitsfelder wurden von ihm bearbeitet.
Olgierd E. J. Graf Kujawski stammt aus einer alten polnischen Adelsfamilie und lebte in Mittelhessen. Er verstarb als Witwer nach einer Operation im Universitätsklinikum Gießen.

## Werke (Auswahl)
- Die neue Wildküche. Natürlich, wertvoll, schmackhaft, Stocker 1997, ISBN 3-7020-0794-6
- Die neue Geflügelküche, Stocker 1999, ISBN 3-7020-0861-6
- Jagdtrophäen: Gewinnung. Behandlung. Bewertung, Blv Buchverlag 2005, ISBN 3-405-16848-1
- Olgierd E. J. Graf Kujawski, Christian Teubner, Andreas Miessmer: Das große Buch vom Wild, Gräfe & Unzer 2004, ISBN 3-7742-6973-4
- Wildbrethygiene Blv Buchverlag 2007, ISBN 3-405-16847-3
- Wildfleischgewinnung: Zurichten von Wildteilen, Extra: Schinken, Würste, Pasteten, Blv Buchverlag 2007, ISBN 3-8354-0210-2